# 德米特里·巴什基罗夫
德米特里·亚历山德罗维奇·巴什基罗夫（俄語：Дмитрий Александрович Башкиров，1931年11月1日—2021年3月7日），俄罗斯裔钢琴家。

## 生平
1931年生于苏联格鲁吉亚苏维埃社会主义共和国第比利斯。曾在第比利斯音乐学校跟随阿纳斯塔西娅·维沙拉泽学习，后就读于莫斯科音樂學院，师从亞歷山大·哥登懷瑟。
1955年，他在玛格丽特·隆国际钢琴比赛获奖，声名鹊起。他曾在萊比錫布商大廈管弦樂團、皇家愛樂樂團、以色列爱乐乐团和芝加哥交响乐团演出，与弗拉基米尔·阿什肯纳齐、约翰·巴比罗利、丹尼尔·巴伦博伊姆、伊戈尔·马克维奇、库尔特·马苏尔、祖宾·梅塔、库尔特·桑德林、沃尔夫冈·萨瓦利希、塞尔·乔治、尤里·捷米爾卡諾夫等优秀的指挥家合作。1968年获得苏俄功勋艺术家荣誉称号，1990年获得苏俄人民艺术家荣誉称号。1980年，苏联当局曾一度限制他的国际音乐会演出，直到1988年戈尔巴乔夫解除禁令。
1957年至1991年，他在莫斯科音乐学院兼任钢琴教师，1977年晋升教授。1991年苏联解体后，他转到西班牙马德里索菲亚王后高等音乐学院，担任讲席教授、钢琴系主任。阿尔卡季·沃洛多斯和鄧泰山等音乐家都是他的学生。他还曾在上海音乐学院、巴黎國立高等音樂舞蹈學院、萨尔茨堡莫扎特音乐大学和西贝柳斯音乐学院国际钢琴大师班讲学。1997年获得西班牙国籍。2006年，他被授予西班牙智者阿方索十世大十字勋章。2019年6月，他被索菲亚王后授予荣誉教授奖章。
2021年3月7日在马德里去世，终年89岁。

## 外部連結
- 德米特里·巴什基罗夫的Discogs页面（英文）